# Eduard Vogel
Pour les articles homonymes, voir Vogel.
Eduard Vogel (1829-1856) fut un explorateur prussien en Afrique centrale.

## Biographie
Né à Krefeld en province de Rhénanie, il fit des études de science (spécialement d'astronomie) à Leipzig et Berlin, puis occupa un poste d'assistant à l'observatoire de Londres (1851). En 1853, le gouvernement britannique le chargea d'acheminer des fournitures à Heinrich Barth, alors au Soudan.
Il partit de Tripoli à destination du Bornou, et atteignit Kouka où il rejoignit Barth. Il séjourna à Mora (capitale du Mandara) où il fut retenu prisonnier, passa à Zinder et revint à Kouka avec Barth. En 1854 et 1855, il explora les pays autour du lac Tchad : il se rendit dans le Bénoué, revint à Jakouba, puis retourna dans le Bénoué et atteignit Kouana. Revenu le 1er décembre à Kouka, il repartit en 1856 pour la région du Nil, vint jusqu'au Ouara où il fut tué vers février. 
Plusieurs expéditions allèrent à son secours dans l'incertitude où l'on était resté de son sort : En 1862 Karl Moritz von Beurmann part ainsi à sa recherche mais est assassiné en février 1863 à Mao (actuel Tchad). C'est Gustav Nachtigal qui fixe son sort en 1873. Sa sœur Elise Polko (de) a publié ses Lettres (1863) (L'exploration de l'Afrique).
Le colonel Toutée rapporte avec ironie dans Dahomé Niger Touareg (1908) que Sir Edward Malet, ambassadeur de Grande-Bretagne à la conférence de Berlin, avait affirmé que Vogel avait péri « dans le voisinage » du fleuve Niger, alors que l'endroit de sa mort était « plus loin du Niger que le Portugal ne l'est de la Vistule ».